# Sašo Fornezzi
Sašo Fornezzi, slovenski nogometaš, * 11. december 1982, Slovenj Gradec.
Fornezzi je vratar, ki je nogomet začel igrati v NK Dravogradu, od koder je kmalu prestopil k celjskemu NK Publikumu. Po treh sezonah igranja za ta klub in po posoji v Krško je odšel v Avstrijo.Doslej je igral za osem različnih klubov v treh državah (Slovenija,Avstrija in Turčija). Na zadnje je igral za turškega prvoligaša Antalyaspor.